# Эмиль Йоунссон
Э́миль Гвю́дмюндюр Йо́унссон, исл. Emil Guðmundur Jónsson (27 октября 1902 — 30 ноября 1986) — премьер-министр Исландии и министр рыболовства и социальных дел с 23 декабря 1958 до 20 ноября 1959.
Депутат Альтинга с 1934 до 1971, председатель Социал-демократической партии с 1956 до 1968.
Министр транспорта, 1944–1947, министр транспорта и бизнеса, 1947–1949.
С 3 августа по 7 октября 1956 г. министр иностранных дел в правительстве Херманна Йоунассона.
Премьер-министр Исландии и министр рыболовства и социальных дел с 23 декабря 1958 до 20 ноября 1959.
С 20 ноября 1959 до 14 ноября 1963 министр рыболовства и социальных дел в коалиционном правительстве Олавюра Торса. С 14 ноября 1963 по 31 августа 1965 министр рыболовства. В 1965-1971 министр иностранных дел и с 1 января по 10 июля 1970 г. также министр социальных дел.